# Gartenstraße 37 (Oschersleben)

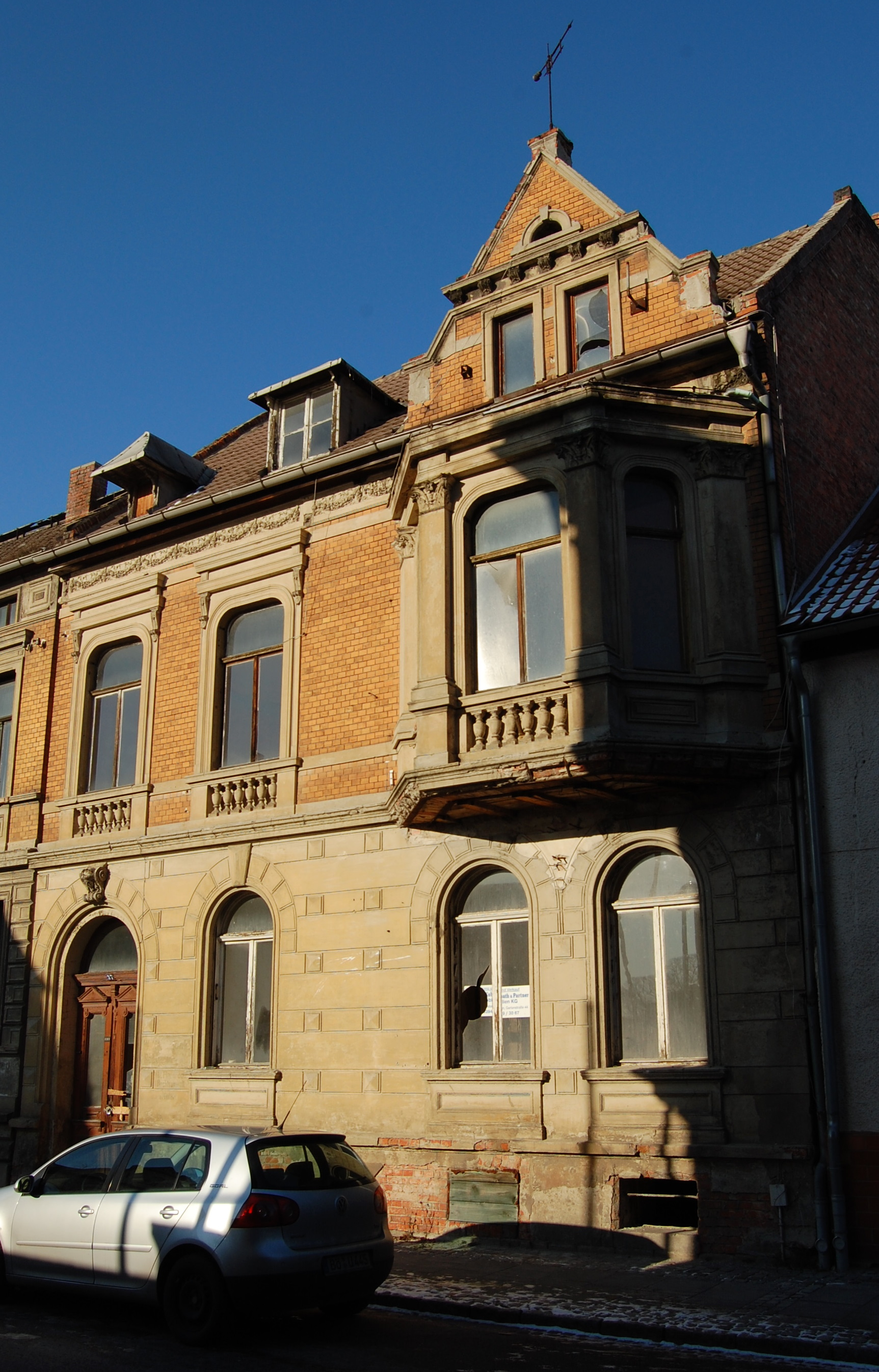
Haus Gartenstraße 37

Das Haus Gartenstraße 37 ist ein denkmalgeschütztes Gebäude in der Stadt Oschersleben (Bode) in Sachsen-Anhalt.

## Lage
Das Haus befindet sich nordwestlich der Oschersleber Innenstadt. Westlich grenzt das gleichfalls denkmalgeschützte Haus Gartenstraße 36 an. Auf der gegenüberliegenden Straßenseite steht das Amtsgericht Oschersleben. Es wird als Einzeldenkmal geführt und gehört außerdem zum Denkmalbereich Gartenstraße.

## Architektur und Geschichte
Das zweigeschossige Wohnhaus entstand im letzten Viertel des 19. Jahrhunderts als Ziegelbau im Stil der Neorenaissance. Die Erdgeschossfassade des vierachsigen Gebäudes weist eine Werksteinimitation auf. Auf der rechten Seite des Obergeschosses befindet sich ein Erker. Oberhalb des Erkers ziert ein Stufengiebel das Dach.
Die zweiflügelige Haustür stammt noch aus der Bauzeit des Hauses.